# Kalifornia (film)
Kalifornia – amerykański thriller sensacyjny z 1993 z Bradem Pittem i Davidem Duchovnym w rolach głównych.

## Opis fabuły
Historia młodego absolwenta psychologii, Briana Kesslera (Duchovny), który w ramach prac nad książką o seryjnych mordercach wyrusza ze swoją dziewczyną, Carrie (Forbes), do Kalifornii. By obniżyć koszty podróży, zapraszają dwoje przypadkowych ludzi, Early'ego (Pitt) i jego dziewczynę Adele (Lewis). Żadne z nich nie zdaje sobie sprawy, kim naprawdę jest Early.

## Obsada
- Brad Pitt − Early Grayce
- Juliette Lewis − Adele Corners
- David Duchovny − Brian Kessler
- Michelle Forbes − Carrie Laughlin
- John Zarchen – Peter
- David Rose – Eric
- Tommy Chappelle – starszy człowiek
- Judson Vaughn – patrolowy
- Patricia Sill – Carol
- Brett Rice – policjant